# 第三紀
| 累代        | 代     | 紀       | 世     | 期                   | 基底年代 Mya |
| ----------- | ------ | -------- | ------ | -------------------- | ------------ |
| 顕生代      | 新生代 | 第四紀   | 完新世 | メガラヤン           | 0.0042       |
| 顕生代      | 新生代 | 第四紀   | 完新世 | ノースグリッピアン   | 0.0082       |
| 顕生代      | 新生代 | 第四紀   | 完新世 | グリーンランディアン | 0.0117       |
| 顕生代      | 新生代 | 第四紀   | 更新世 | 後期更新世           | 0.129        |
| 顕生代      | 新生代 | 第四紀   | 更新世 | チバニアン           | 0.774        |
| 顕生代      | 新生代 | 第四紀   | 更新世 | カラブリアン         | 1.8          |
| 顕生代      | 新生代 | 第四紀   | 更新世 | ジェラシアン         | 2.58         |
| 顕生代      | 新生代 | 新第三紀 | 鮮新世 | ピアセンジアン       | 3.6          |
| 顕生代      | 新生代 | 新第三紀 | 鮮新世 | ザンクリアン         | 5.333        |
| 顕生代      | 新生代 | 新第三紀 | 中新世 | メッシニアン         | 7.246        |
| 顕生代      | 新生代 | 新第三紀 | 中新世 | トートニアン         | 11.63        |
| 顕生代      | 新生代 | 新第三紀 | 中新世 | サーラバリアン       | 13.82        |
| 顕生代      | 新生代 | 新第三紀 | 中新世 | ランギアン           | 15.97        |
| 顕生代      | 新生代 | 新第三紀 | 中新世 | バーディガリアン     | 20.44        |
| 顕生代      | 新生代 | 新第三紀 | 中新世 | アキタニアン         | 23.03        |
| 顕生代      | 新生代 | 古第三紀 | 漸新世 | チャッティアン       | 27.82        |
| 顕生代      | 新生代 | 古第三紀 | 漸新世 | ルペリアン           | 33.9         |
| 顕生代      | 新生代 | 古第三紀 | 始新世 | プリアボニアン       | 37.8         |
| 顕生代      | 新生代 | 古第三紀 | 始新世 | バートニアン         | 41.2         |
| 顕生代      | 新生代 | 古第三紀 | 始新世 | ルテシアン           | 47.8         |
| 顕生代      | 新生代 | 古第三紀 | 始新世 | ヤプレシアン         | 56           |
| 顕生代      | 新生代 | 古第三紀 | 暁新世 | サネティアン         | 59.2         |
| 顕生代      | 新生代 | 古第三紀 | 暁新世 | セランディアン       | 61.6         |
| 顕生代      | 新生代 | 古第三紀 | 暁新世 | ダニアン             | 66           |
| 顕生代      | 中生代 | 中生代   | 中生代 |                      | 251.902      |
| 顕生代      | 古生代 | 古生代   | 古生代 |                      | 541          |
| 原生代      | 原生代 | 原生代   | 原生代 |                      | 2500         |
| 太古代      | 太古代 | 太古代   | 太古代 |                      | 4000         |
| 冥王代      | 冥王代 | 冥王代   | 冥王代 |                      | 4600         |
| 1. 2. 3. 4. |        |          |        |                      |              |

第三紀（だいさんき、Tertiary）は地質時代区分の1つである。絶対年代では、6430万年前から260万年前までである。国際地質科学連合（IUGS）は「非公式用語」に位置づけている。三紀層と呼んでいたこともある。

## 概要
18世紀中頃にイタリアの地質学者ジョヴァンニ・アルドゥイノが、イタリアの南アルプスの地層やそこに含まれる化石の分類から、地質時代を3つの時代区分に定義した。
- 第一紀（伊: Primario）は化石の出ない時代。
- 第二紀（伊: Secondario）は化石が出るが現生生物とは遙かに異なる。
- 第三紀（伊: Terziarioo）は現生生物に近い生物の化石が出る時代、後に第三紀は分割され第四紀（伊: Quaternaio）が追加された。

長らく、白亜紀の次に来る新生代の最初の時代（紀）は第三紀（英語: Tertiary）とされてきたが、1989年に国際地質科学連合（IUGS）は新生代をPaleogene（古第三紀）, Neogene（新第三紀）, Quaternary（第四紀）の3つの紀からなるものとし、Tertiary の語を正式な用語から外した。
新生代の区分については、その後も第四紀の廃止提案や、新第三紀と第四紀の境界変更など議論が続いた。2009年に現在の定義（2008年改定）が批准され、「第三紀」Tertiary の用語は廃止された（議論については新生代を参照）。
日本語では Paleogeneが「古第三紀」、Neogeneが「新第三紀」と訳され、2009年の新定義批准後も当面のこととして「第三紀」を含む訳が踏襲されている。Paleogene/Neogeneに対して「古成紀/新成紀」「古獣紀/新獣紀」など、訳語を改定するいくつかの提案がなされているが、方針化はまだなされていない。

## 生物
古第三紀と新第三紀では生物相が大きく変わる。この紀を通じてツンドラ、針葉樹林、落葉樹林、草原、熱帯雨林という主要な植物区分がはっきりと確立されるようになった。
- メガロドン